# Viseidiscus
Quasiarchaediscus es un género de foraminífero bentónico considerado un sinónimo posterior de Planospirodiscus de la subfamilia Archaediscinae, de la familia Archaediscidae, de la superfamilia Archaediscoidea, del suborden Fusulinina y del orden Fusulinida. Su especie tipo era Permodiscus? primaevus. Su rango cronoestratigráfico abarcaba el Mississippiense (Carbonífero inferior).

## Discusión
Algunas clasificaciones más recientes hubiesen incluido Quasiarchaediscus en el Suborden Archaediscina, del Orden Archaediscida, de la Subclase Afusulinana y de la Clase Fusulinata.

## Clasificación
Quasiarchaediscus incluía a las siguientes especies:
- Viseidiscus explanatus †
- Viseidiscus kamkalensis †
- Viseidiscus kumyrlensis †
- Viseidiscus ovalis †
- Viseidiscus primaevus †
- Viseidiscus umbogmaensis †